# Manfred Ullmann
Pour les articles homonymes, voir Ullmann.
Manfred Ullmann (né le 2 novembre 1931 à Brandebourg-sur-la-Havel) est un spécialiste allemand de philologie arabe et classique. 

## Biographie
Manfred Ullmann a étudié l'arabe et la philologie classique à l'université de Tübingen, où il a obtenu son doctorat en 1959 et a été habilité en 1965. En 1970, il a été nommé professeur agrégé d'études islamiques. En 1986, il a reçu la médaille Lidzbarski. Ullmann est membre correspondant de l'Académie des sciences de Göttingen (depuis 1984) et de l'Académie bavaroise des sciences (depuis 1990). 
Les recherches d'Ullmann concernent la grammaire de l'arabe (en particulier la syntaxe), le lexique, les motifs et le développement de la littérature arabe ainsi que la réception et la transmission des écrits grecs (Sententia (en) de Ménandre, médecine arabe au Moyen Âge, sciences naturelles) en arabe , et en islam,. De 2002 à 2007, il travaille à un dictionnaire pour les traductions greco-arabes du IXe siècle (Wörterbuch zu den griechisch-arabischen Übersetzungen des 9. Jahrhunderts).

## Publications
- Manfred Ullmann (trad. de l'anglais par Fabienne Hareau), La médecine islamique, Paris, Presses universitaires de France, 1995, 156 p. (ISBN 2-13-046698-2)

- Die Medizin im Islam, E. J. Brill, Leyde, 1970.
- « Yūḥannā ibn Sarābiyūn. Untersuchungen zur Überlieferungsgeschichte seiner Werke », Medizinhistorisches Journal, vol. VI, 1971, p. 278-296.